# Resiutta
Resiutta là một đô thị ở tỉnh Udine trong vùng Friuli-Venezia Giulia thuộc Ý, có cự ly khoảng 100 km về phía tây bắc của Trieste và khoảng 35 km về phia bắc của Udine. Tại thời điểm ngày 31 tháng 12 năm 2004, đô thị này có dân số 340 người và diện tích là 20 km².
Đô thị Resiutta có các frazioni (đơn vị cấp dưới, chủ yếu là các làng) B.go Povici di Sotto, B.go Povici di Sopra, và B.go Cros.
Resiutta giáp các đô thị: Chiusaforte, Moggio Udinese, Resia, Venzone.